# Zygmunt Mycielski

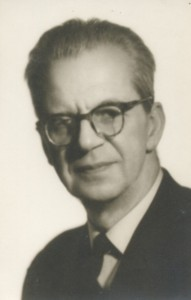
Zygmunt Mycielski

Graf Zygmunt Mycielski (* 17. August 1907 in Przeworsk; † 5. August 1987 in Warschau) war ein polnischer Komponist, Schriftsteller und Musikkritiker.

## Leben
Er besuchte ein Gymnasium in Krakau, wo er bei Bernardino Rizziego, einem italienischen Komponisten, Organisten und Kantor, Musik studierte. Seit 1928 setzte er seine musikalische Ausbildung auf Anraten von Karol Szymanowski, an der École Normale de Musique in Paris bei Paul Dukas und Nadia Boulanger fort. Im Jahr 1926 trat er in der durch in Paris studierende polnische Musiker gegründeten Association des Jeunes Musiciens Polonais (Polnische Vereinigung junger Musiker) bei, deren Vorsitzender er in den Jahren 1934–1936 war.
Er kämpfte im Zweiten Weltkrieg in der französischen Armee und war in zahlreiche Kampfhandlungen auf französischem Boden involviert. Er geriet dabei in Kriegsgefangenschaft und wurde nach seiner Identifikation als polnischer Soldat zur Zwangsarbeit in einem deutschen Agrarbetrieb eingesetzt. Nach Ende des Krieges kehrte er nach Polen zurück.
In den Jahren 1946–1948 und 1957–1959 arbeitete er in der Redaktion der "Ruch Muzyczny", einer polnischen Musikzeitschrift. Von 1960 bis 1968 war er deren Chefredakteur. Er arbeitete außerdem in der Redaktion der Zeitschriften "Res Facta", "Rocznik Chopinowski" und "Chopin Studies". 1955 veröffentlichte er einen Artikel in der Zeitschrift "Przegląd Kulturalny", in dem er kritisierte, dass polnische Kompositionen international zu wenig Beachtung erfahren. Er war mehrere Jahre Teil des Vorstandes des Verbandes Polnischer Komponisten und von 1948 bis 1949 deren Vorsitzender.
Nachdem Tschechien Teil des Warschauer Paktes wurde, publizierte er in der Pariser Zeitschrift "Kultura" einen "Offenen Brief an die tschechischen und slowakischen Musiker", den die polnische Regierung umgehend zensieren ließ. Er wurde außerdem seiner Funktion als Chefredakteur enthoben und erhielt ein Ausreiseverbot. Im Jahr 1974 unterschrieben Mycielski und 14 andere polnische Künstler den "list piętnastu", ein an die Regierung gerichteter Brief mit der Forderung nach Förderung der polnischen, kulturellen Bildung der in der UdSSR lebenden Polen. 1975 unterschrieb er mit 59 anderen Intellektuellen eine Protestschrift gegen geplante Verfassungsänderungen. 1978 war er Gründungsmitglied der Towarzystwo Kursów Naukowych, einer nicht legalen, regierungskritischen Vereinigung. Die polnischen Sicherheitsbehörden wurden durch diese Aktivitäten auf Mycielski aufmerksam. Er gehörte daher zu den wenigen Musikern, die jahrelanger Beobachtung und Schikane durch staatliche Behörden ausgesetzt waren. Trotz der Zensurversuche der polnischen Regierung wurden seine Stücke mehrmals auf dem Musikfestival Warschauer Herbst aufgeführt. Auch Mycielski veröffentlichte zudem weiterhin Artikel in der Musikzeitschrift "Ruch Muzyczny" und verreiste mehrfach ins Ausland.
Er starb am 5. August 1987 in Warschau und wurde in Wiśniowa bestattet. Andrzej Szypuła gründete 1988 die "Towarzystwo imienia Zygmunta Mycielskiego", eine Gesellschaft, die sich mit dem Lebenswerk Mycielskis befasst und zur Verbreitung seiner Werke beiträgt. 1990 wurde zudem ein Dokumentationsfilm über Mycielski produziert und im polnischen Fernsehen ausgestrahlt.
Sein Nachlass wurde nach seinem eigenen Wunsch in Warschau beim Ehepaar Barbara Zwolska-Stęszewska und Jan Stęszewski deponiert. Der Nachlass umfasst Skizzen, Zeichnungen, Kompositionen und Schriften sowie seinen Schriftverkehr. Die Sammlung ermöglichte neue Erkenntnisse über Mycielskis Leben, die zwischen 1998 und 2001 in Form von Tagebüchern veröffentlicht wurden.

## Auszeichnungen
- 1952 Staatliche Auszeichnung 3. Grades für die Sinfonie Nr. 1 – "Symfonię polską"
- 1953 Ritterkreuz des Ordens Polonia Restituta[3]
- 1954 und 1987 Auszeichnung der Vereinigung Polnischer Komponisten
- 1955 Bannerorden der Arbeit 2. Klasse
- 1955 Auszeichnung des polnischen Ministeriums für Kultur und Kunst für die Ouvertüre – Uwerturę śląską na orkiestrę i dwa fortepiany
- 1961 Auszeichnung des Concours Musical Prince Rainier III de Monaco für die Sinfonie – "II Symfonię"[4]
- 1981 Verdienstorden des Ordens Polonia Restituta

## Kompositionen
Mycielski komponierte Sinfonien, Balladen, Ballette, Lieder und Kammermusik. Seine Hauptwerke sind in den Neoklassizismus einzuordnen.
- Dwie pieśni na sopran i fortepian do słów Marii Pawlikowskiej-Jasnorzewskiej i własnych (1932)
- Cztery preludia na fortepian i wiolonczelę (1934)
- Pięć pieśni weselnych do słów Brunona Jasieńskiego (1934)
- Trio na fortepian, skrzypce i wiolonczelę (1934)
- Trois Chants de Pétrone na sopran i fortepian (1935)
- Narcyz – Ballet (1936)
- Lamento di Tristano na małą orkiestrę symfoniczną, pamięci Karola Szymanowskiego (1937–1947)
- Fiat Voluntas Tua, Offertoire pour Deux Violoncelles et Piano ou Orgue (1943)
- Pięć szkiców symfonicznych (1945)
- Portret Muzy na głos recytujący, chór mieszany i 15 instrumentów do słów Konstantego Ildefonsa Gałczyńskiego (1947)
- Uwertura śląska na orkiestrę i dwa fortepiany (1948)
- Preludium na skrzypce i fortepian (1948)
- Kwiaty na tor na chór mieszany a cappella do słów Konstantego Ildefonsa Gałczyńskiego (1950)
- Sinfonie Nr. 1 "Symfonia polska" (1951)
- Elegia na skrzypce i fortepian (1951)
- Brzezina (wersja I) na sopran i fortepian do słów Jarosława Iwaszkiewicza (1951)
- Brzezina (wersja II) na sopran i kwintet smyczkowy do słów Jarosława Iwaszkiewicza (1952)
- Zabawa w Lipinach, balet w jednym akcie (1952)
- Cztery pieśni mazowieckie na chór i orkiestrę (1952)
- Sześć preludiów na fortepian (1954)
- Koncert fortepianowy (1954)
- Nowy lirnik mazowiecki, 10 pieśni i finał na sopran, baryton, chór mieszany i orkiestrę symfoniczną (1955)
- Krągły rok, 6 pieśni na baryton (tenore profondo) i fortepian do słów Jarosława Iwaszkiewicza (1956–67)
- Wariacje matematyczne na małą orkiestrę (1957)
- Sinfonie Nr. 2 (1960–61)
- Koncert fortepianowy nr 2 (1962)
- Sinfonie Nr. 3 "Sinfonia breve" (1967)
- Pięć preludiów na kwintet smyczkowy i fortepian (1967)
- Napisane wczesnym rankiem na tenore profondo i fortepian do słów Czesława Miłosza (1971)
- Sinfonie Nr. 4 (1972)
- Sinfonie Nr. 5 (1977)
- Sześć pieśni na orkiestrę (1978)
- Wariacje na małą orkiestrę smyczkową (1980)
- Fantazja na orkiestrę (1981)
- Trzy psalmy na baryton solo, chór i orkiestrę (1982)
- Wieczne odpoczywanie na chór mieszany albo solo z filharmonią (1983–84)
- Liturgia sacra na chór i orkiestrę (1983–84)
- Osiem pieśni do słów Zbigniewa Herberta (1983–84)
- Sinfonie Nr. 6 (1985–86)
- Fragmenty na chór i małą orkiestrę do słów Juliusza Słowackiego (1987)

## Schriften
- Ucieczki z pięciolinii. PIW, Warschau 1957.
- Notatki o muzyce i muzykach. PWM, Krakau 1961.
- Postludia. PWM, Krakau 1977.
- Szkice i wspomnienia. Biblioteka "Więzi", Warschau 1999.
- Tagebücher: Dziennik 1950–1959. Iskry, Warschau 1999.
- Tagebücher: Dziennik 1960–1969. Iskry, Warschau 2001.
- Tagebücher: Niby-dziennik 1969–1981. Iskry, Warschau 2010.
- Tagebücher: Niby-dziennik ostatni 1981–1987. Iskry, Warschau 2012.
- Ein Aristokrat im kommunistischen Polen. Tagebücher eines Komponisten 1950–1970. (Übersetzt von Matthias Barelkowski) Wiesbaden 2017. ISBN 978-3-447-10887-4.